# Enfants d'Horus
Les enfants d'Horus (Hor-mesout) sont un groupe de quatre dieux dans la mythologie égyptienne.

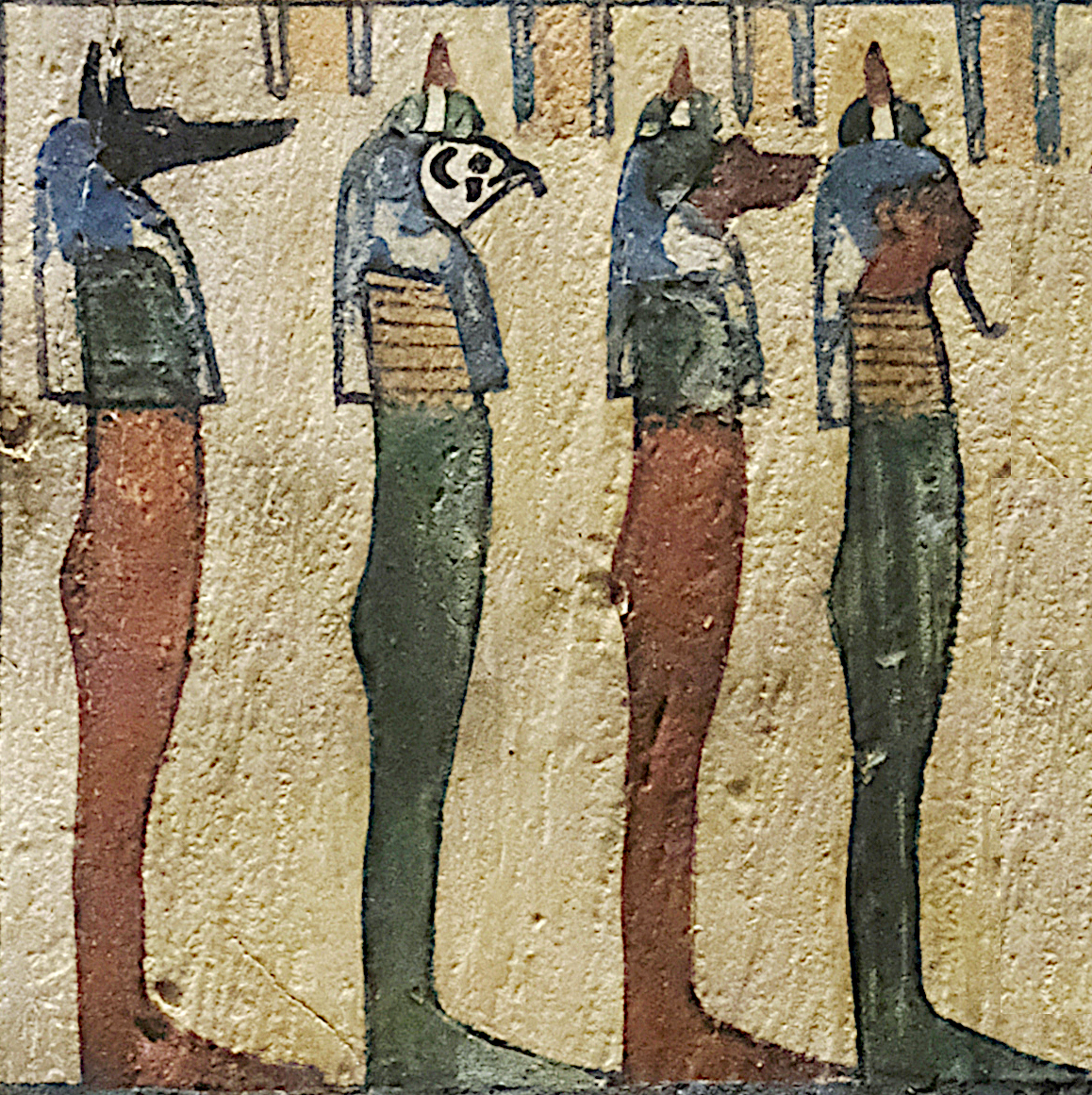
Détail du panneau « Irethorrou fait offrande à Osiris, suivi d'Isis et des quatre fils d'Horus : Amset, Hâpi, Kébehsénouf et Douamoutef », Musée du Louvre.

Momiformes, debout ou accroupis, les Enfants d'Horus sont différenciés par leurs têtes. Protecteurs des viscères momifiés, ils peuvent prendre la forme de vases canopes, dont les couvercles, disques plats à l'Ancien Empire, reproduisent par la suite, soit une tête humaine, soit, à partir du Nouvel Empire (environ 2e moitié), les quatre têtes différentes des Fils d'Horus.
Les quatre fils d'Horus représentés sur les vases canopes :
Ce sont quatre génies divins, gardiens des organes vitaux momifiés du défunt, associés aux quatre pleureuses divines :
- Imsety, ou Amset, protège le foie, avec Isis, associé au Sud ;
- Hâpi, protège les poumons, avec Nephtys, associé au Nord ;
- Douamoutef, protège l'estomac, avec Neith, associé à l'Est ;
- Kébehsénouf, protège l'intestin, avec Serket, associé à l'Ouest.

Aucun texte n'indique le sort d'autres organes (reins par exemple). Le cerveau était, quant à lui, détruit lors de son extraction de la boîte crânienne par les narines.
Leur culte est probablement originaire de Bouto (delta du Nil), sans pour autant avoir eu de sanctuaire propre, mais vénérés comme une forme des âmes.